# یویا ساتو
یویا ساتو (ژاپنی: 佐藤 優也؛ زادهٔ ۱۰ فوریهٔ ۱۹۸۶) یک بازیکن فوتبال اهل ژاپن است.
از باشگاه‌هایی که در آن بازی کرده‌است می‌توان به باشگاه فوتبال ونتفورت کوفو، باشگاه فوتبال هوکایدو کونسادول ساپورو، باشگاه فوتبال گراونز کیتاکیوشو، باشگاه فوتبال توکیو وردی و باشگاه فوتبال جف یونایتد چیبا اشاره کرد.